# Balantidium coli
Balantidium coli é um protista ciliado causador da balantidiose ou balantidíase, uma infecção do intestino grosso do ser humano. Os parasitas se multiplicam no intestino dos porcos (seu hospedeiro intermediário), produzindo cistos e trofozoítos. Os cistos são amplamente eliminados nas fezes, já os trofozoítos continuam a se reproduzirem no intestino do hospedeiro gerando mais cistos e mais trofozoítos. Os cistos eliminados acabam contaminando a água e alguns alimentos e transmitindo a patogenia para outros mamíferos (hospedeiros definitivos), inclusive humanos.

## Causa
O Balantidium coli é um protozoário ciliado, parasita do intestino grosso dos suínos, que normalmente não causa doença nos porcos. Eventualmente o parasita pode causar ulcerações de mucosa e disenteria. Consegue se adaptar ao intestino de diversos mamíferos além do homem.
O Balantidium coli é um organismo composto por uma única célula ciliada. Ele pode se apresentar de duas formas básicas: o trofozoíto e o cisto. O trofozoíto é enorme para um protozoário, medindo cerca de 60 a 100 micrômetros (µm) de comprimento por 50 a 80 µm de largura (pode ser visível a olho nu). Toda a sua superfície externa é recoberta por cílios. Na sua extremidade anterior existe uma fenda em direção ao citóstomo; próximo a extremidade posterior apresenta um citopígio. No meio intracelular, apresenta várias organelas, vacúolos digestivos e dois núcleos: o macro e o micronúcleo. O cisto é mais ou menos esférico, medindo cerca de 40 a 60 µm de diâmetro. Sua parede é lisa e, internamente, encontra-se o macronúcleo.
Pode ser transmitido em contato direto com intestinos ou fezes de porco. Os porcos infectados não tem sintomas visíveis.

## Sinais e sintomas
A maioria dos casos é subclínico. Em pessoas mais vulneráveis como alcoólicos, crianças e desnutridos a infeção se manifesta com febre, anorexia, náuseas, vômitos e diarreia. Os parasitas podem penetrar as paredes intestinais causando úlceras e resultando em fezes com muco, pus e sangue. Os casos graves manifestam-se com desidratação e hemorragias intestinais; a doença pode assumir forma crônica.
Em casos em que o parasita perfura o intestino e entra em sangue (extra-intestinal) foram relatados invasão de pulmão, fígado, danos nos rins, choque séptico.

## Diagnóstico
O diagnóstico da balantidíase é feito através da visualização de trofozoítos ou de cistos no exame de fezes ou no tecido coletado durante a endoscopia

## Prevenção
Se faz através da higiene adequada das mãos e dos alimentos, do pleno cozimento de alimentos, da fervura ou filtração da água, do tratamento dos doentes e de porcos (possíveis reservatórios do parasito), de programas de educação sanitária e melhoria do saneamento ambiental.

## Tratamento
Geralmente é suficiente soro fisiológico e repouso. Em caso de complicações, o tratamento pode ser feito com tetraciclina, 30 a 50 mg/kg. por dia, por dez dias alternativamente e em crianças, ou com metronidazol, 20 mg/kg por dia, por sete dias. Outra opção é o Iodoquinol (Iodoxin), um amebicida.

## Epidemiologia
O parasito Balantidium coli se reproduz em porcos, seu hospedeiro primário, logo é mais comum em países em desenvolvimento, em áreas rurais, com saneamento precário,  falta de tratamento de água e esgoto, irrigação de plantações com água contaminada e coleta de lixo humana inadequada. É comum na América Latina e no Sudeste asiático. No Brasil é mais comum na região amazônica, sendo as zonas de alto risco são as áreas com fazendas de porcos. É estimado que 20 a 50% dos porcos das zonas endêmicas estão infectados com Balantidium coli.
Os fatores de risco associados são, entre outros, o contato com suínos ou sua excreta, desnutrição, alcoolismo, imunossupressão e falta de cloro na água.
O cisto é a forma de resistência do parasito e a forma infectante, o trofozoíto é a forma que se alimenta, movimenta e se reproduz. Os cistos são eliminados em fezes formadas e o trofozoítos são eliminados em fezes diarreicas.